# Макруха
Макруха — деревня в Смоленском районе Смоленской области России. Входит в состав Катынского сельского поселения. Население — 12 жителей (2007 год). 
Расположена в западной части области в 37 км к западу от Смоленска, в 3 км южнее автодороги М1 «Беларусь». В 4 км северо-западнее деревни расположена железнодорожная станция Гусино на линии Москва — Минск. 

## История
В годы Великой Отечественной войны деревня была оккупирована гитлеровскими войсками в июле 1941 года, освобождена в сентябре 1943 года. 